# Проблема индукции
Проблема индукции — философская проблема, впервые сформулированная Т. Гоббсом (1588—1679) и развитая в середине XVIII века Дэвидом Юмом.
Юм поставил под сомнение обоснованность индуктивного метода вывода умозаключения, выдвинув вопрос о том, ведёт ли индуктивное рассуждение к знанию, понимаемому в классическом философском смысле, поскольку оно акцентирует внимание на отсутствии оснований для: 
1. Обобщения о свойствах одного класса объектов на основе некоторого числа наблюдений отдельных экземпляров этого класса (например, вывод "все лебеди, которых мы видели, белые, и, следовательно, все лебеди белые", до открытия чёрных лебедей);
2. Предположения, что последовательность событий в будущем будет происходить, как это было всегда в прошлом (например, что физические законы будут такими же, так как они всегда наблюдались до этого). Юм назвал это принципом единообразия природы.

Сам Юм давал отрицательный ответ на вопрос проблемы индукции.

## Решение И. Канта
Как и многие мыслители своего времени, Иммануил Кант был уверен в истинности классической механики, и в учении трансцендентального идеализма он дал своё решение проблемы индукции Юма. Кант полагал, что наши индуктивные суждения о мире априори истинны ввиду эмпирического тождества сознания, которое он называл идеей о трансцендентальном единстве апперцепции.

## Решение К. Поппера
В своих трудах британский и австрийский философ К. Поппер рассматривает проблему индукции Юма и формулирует на её основе три вопроса:
- «Можно ли истинность некоторой объяснительной универсальной теории оправдать „эмпирическими причинами“, то есть предположением истинности определённых проверочных высказываний, или высказываний наблюдения (которые, можно сказать, „основаны на опыте“)?»
- «Можно ли истинность или ложность некоторой объяснительной универсальной теории оправдать „эмпирическими причинами“, то есть может ли предположение истинности определённых проверочных высказываний оправдать истинность или ложность универсальной теории?»
- «Может ли предпочтительность, с точки зрения истинности или ложности, некоторых конкурирующих универсальных теорий по сравнению с другими быть оправдана эмпирическими причинами?»

На первый вопрос Карл Поппер, как и Юм, даёт отрицательный ответ. Однако на второй и третий вопросы Поппер отвечает положительно: можно оправдать ложность теории если она не прошла экспериментальную проверку и предпочтительными являются те теории, которые принципиально возможно опровергнуть, но которые при этом ещё не были опровергнуты. По его мнению, все научные гипотезы следует считать догадками, а не истинными теориями. Поппер считал, что только через опыт мы можем судить о ложности некоего высказывания, но никогда о его истинности.

## Мнение Б. Рассела
В своей «Истории западной философии» Бертран Рассел писал, что индукция является независимым логическим принципом, который нельзя вывести из опыта или из других логических принципов, и что без этого принципа наука невозможна.